# Glasögonkardinal
Glasögonkardinal (Chlorothraupis olivacea) är en fågel i familjen kardinaler inom ordningen tättingar.

## Utseende och läte
Glasögonkardinalen är en knubbig tangaraliknande kardinal med relativt kraftig näbb. Fjäderdräkten är mestadels olivgrön med bjärt gult på strupen och tydliga gula "glasögon". Den upptäcks ofta på sitt högljudda gnissliga tjatter till läte.

## Utbredning och systematik
Fågeln förekommer från tropiska östra Panama (Darién) till västra Colombia och nordvästra Ecuador. Den behandlas som monotypisk, det vill säga att den inte delas in i några underarter.

### Familjetillhörighet
Släktet Chlorothraupis placerades tidigare i familjen tangaror (Thraupidae). DNA-studier har dock visat att de egentligen är tunnäbbade kardinaler.

## Levnadssätt
Glasögonkardinal hittas inne i fuktiga låglänta skogar, upp till 400 meters höjd. Där ses den vanligen i smågrupper eller par i undervegetatation eller upp till de mellersta skikten i skogen, ofta i artblandade flockar.

## Status och hot
Arten har ett stort utbredningsområde, men tros minska i antal, dock inte tillräckligt kraftigt för att den ska betraktas som hotad. Internationella naturvårdsunionen IUCN listar arten som livskraftig (LC). Beståndet uppskattas till i storleksordningen 50 000 till en halv miljon vuxna individer.